# じゅん&ネネ
じゅん&ネネ（じゅんとネネ）は、日本の歌謡ポップデュオ。1968年に結成、1972年に解散。2003年12月再結成活動開始。

## メンバー
- Jun （旧芸名：千秋じゅん　1949年11月17日- ）
- 早苗ネネ （旧芸名：梢ネネ、本名：高橋早苗、旧姓名：田熊早苗。1950年6月15日 - ）

## 概要
1964年11月、スクールメイツの初代メンバーから森くるみ、筑紫恵子の二人が選ばれ、クッキーズとしてビクターレコードから「可愛い花」（ザ・ピーナッツのデビュー曲とは同名異曲）でデビュー。
1968年4月、じゅん&ネネに改名。ショートカットがじゅん、ロングヘアーがネネ。名付け親はコスチュームをデザインしたコシノジュンコと作曲家の平尾昌晃。7月、「愛するってこわい」でキングレコードより再デビュー。同曲は80万枚を売り上げた。
1972年、デュオ解散。
じゅんはソロ活動を経て、結婚を機に引退。その後は喫茶店を経営。
ネネはイギリスやハワイの大学で英語を学び、その後日本に帰国。渡英先で知り合った元ズー・ニー・ヴーのギタリスト高橋英介と結婚（その後離婚、米国人と再婚、再離婚）。ヴォーカリスト高橋早苗として、アマテラス、JABBを経て、鮫島秀樹（元ツイスト）、ホッピー神山（元爆風銃）らと共にエスニック・テクノポップ・ユニット、E.S.アイランドを結成。1982年にはNHKの音楽番組『みんなのうた』にも使用された細野晴臣のプロデュース曲「テクテクマミー」を収録したアルバムをポリドールから発表している。1989年に八丈町長選挙に立候補、落選した経験がある。
2003年12月27日放送のTBSテレビ『あの人は今　夢の紅白歌合戦』にデュオとして31年ぶりに出演。これを機にデュオ活動を再開する。
2012年に岡山県浅口市に移住。2022年、浅口市議会議員選挙に立候補し、当選した。

## ディスコグラフィ

### シングル
クッキーズ名義
1. 可愛い花（1965年） c/w 雨のドライブ
2. 恋をおしえて（1966年） c/w 恋のほほえみ

じゅん&ネネ名義
| #              | 発売日          | A面 B面        | タイトル                     | 作詞           | 作曲           | 編曲           | 最高順位       | 規格品番       |
| キングレコード | キングレコード  | キングレコード | キングレコード               | キングレコード | キングレコード | キングレコード | キングレコード | キングレコード |
| -------------- | --------------- | -------------- | ---------------------------- | -------------- | -------------- | -------------- | -------------- | -------------- |
| 1              | 1968年 7月1日   | A面            | 愛するってこわい             | 山口あかり     | 平尾昌晃       | 小谷充         | 13位           | BS-860         |
| 1              | 1968年 7月1日   | B面            | 星の舞踏会                   | 山口あかり     | 平尾昌晃       | 小谷充         | 13位           | BS-860         |
| 2              | 1969年 1月1日   | A面            | みずいろの世界               | 山上路夫       | 平尾昌晃       | 小谷充         | 17位           | BS-933         |
| 2              | 1969年 1月1日   | B面            | お熱い仲                     | 山上路夫       | 平尾昌晃       | 小谷充         | 17位           | BS-933         |
| 3              | 1969年 5月1日   | A面            | お気に召すまま               | 山口あかり     | 平尾昌晃       | 小谷充         | 25位           | BS-1000        |
| 3              | 1969年 5月1日   | B面            | ばらよ、目をとじて           | 山口あかり     | 平尾昌晃       | 小谷充         | 25位           | BS-1000        |
| 4              | 1969年 9月1日   | A面            | お熱いほうがステキ!          | 山口あかり     | 平尾昌晃       | 小谷充         | 48位           | BS-1064        |
| 4              | 1969年 9月1日   | B面            | 渚の二人                     | 山口あかり     | 平尾昌晃       | 小谷充         | 48位           | BS-1064        |
| 5              | 1969年 12月1日  | A面            | 恋あそび                     | 安井かずみ     | 鈴木邦彦       | 鈴木邦彦       | 74位           | BS-1114        |
| 5              | 1969年 12月1日  | B面            | 「ノー」と言わないで         | 安井かずみ     | 鈴木邦彦       | 鈴木邦彦       | 74位           | BS-1114        |
| 6              | 1970年 3月10日  | A面            | 生まれかわれるものならば     | 山口あかり     | 平尾昌晃       | 小谷充         | 93位           | BS-1184        |
| 6              | 1970年 3月10日  | B面            | うす紫の小雨の中で           | 山口あかり     | 平尾昌晃       | 小谷充         | 93位           | BS-1184        |
| 7              | 1970年 4月25日  | A面            | 恋の色 恋の味                | 増永直子       | 筒美京平       | 筒美京平       | -              | BS-1233        |
| 7              | 1970年 4月25日  | B面            | 二人の恋人                   | 増永直子       | 筒美京平       | 筒美京平       | -              | BS-1233        |
| 8              | 1970年 10月25日 | A面            | 家なき子                     | 安井かずみ     | 鈴木淳         | 森岡賢一郎     | -              | BS-1283        |
| 8              | 1970年 10月25日 | B面            | 初恋の頃                     | 安井かずみ     | 宮川泰         | 宮川泰         | -              | BS-1283        |
| 9              | 1971年 2月      | A面            | 過去                         | 阿久悠         | 中村泰士       | 馬飼野俊一     | -              | BS-1346        |
| 9              | 1971年 2月      | B面            | 今うつくしく                 | 阿久悠         | 中村泰士       | 高田弘         | -              | BS-1346        |
| 10             | 1971年 6月      | A面            | 愛にうたれて                 | 橋本淳         | 中村泰士       | 高田弘         | -              | BS-1396        |
| 10             | 1971年 6月      | B面            | 愛するために一時間           | 橋本淳         | 中村泰士       | 高田弘         | -              | BS-1396        |
| 11             | 1971年 9月      | A面            | 恋のチャンス                 | 林春生         | 鈴木邦彦       | 鈴木邦彦       | -              | BS-1432        |
| 11             | 1971年 9月      | B面            | さよなら、あなた             | 林春生         | 鈴木邦彦       | 鈴木邦彦       | -              | BS-1432        |
| 12             | 1972年 2月      | A面            | 恋愛学校〜恋のはじめは〜     | 山口あかり     | 平尾昌晃       | 小谷充         | -              | BS-1506        |
| 12             | 1972年 2月      | B面            | 恋愛学校〜愛のおわりは〜     | 山口あかり     | 平尾昌晃       | 小谷充         | -              | BS-1506        |
| 13             | 1972年 4月      | A面            | プリーズ プリーズ プリーズ   | 松田晃         | 松田晃         | 東海林修       | -              | BS-1529        |
| 13             | 1972年 4月      | B面            | 忘れた歌                     | 安井かずみ     | かまやつひろし | 竜崎孝路       | -              | BS-1529        |
| 14             | 1972年 10月     | A面            | 冷たい部屋                   | 加藤正規       | 加藤正規       | 小野崎孝輔     | -              | BS-1603        |
| 14             | 1972年 10月     | B面            | 知らない町で                 | 田熊早苗       | 田熊早苗       | 小谷充         | -              | BS-1603        |
| PRHYTHM        |                 |                |                              |                |                |                |                |                |
| 15             | 2005年 5月25日  | 01             | 愛するってこわい             | 山口あかり     | 平尾昌晃       | タコウマコト   | -              | PWCM-3003      |
| 15             | 2005年 5月25日  | 02             | 苔のむすまで                 | 山田晃士       | 山田晃士       | タコウマコト   | -              | PWCM-3003      |
| エントレス     |                 |                |                              |                |                |                |                |                |
| 16             | 2006年          | 01             | リアルファンタジー           | NENE           | NENE W.Schmid  | 三浦誠司       | -              | -              |
| 16             | 2006年          | 02             | センチメンタルカメイド       | DEMIEL         | NENE           | 三浦誠司       | -              | -              |
| 17             | 2010年 3月28日  | 01             | 元気! 元気! 元気!            | DEMIEL         | 三浦誠司       | 三浦誠司       | -              | -              |
| 17             | 2010年 3月28日  | 02             | 感謝カンレキ                 | NENE           | NENE W.Schmid  | 三浦誠司       | -              | -              |
| 18             | 2011年 6月15日  | 01             | 奥出雲恋唄                   | DEMIEL         | NENE           | 三浦誠司       | -              | -              |
| 18             | 2011年 6月15日  | 02             | 元気! 元気! 元気! (2011Ver.) | DEMIEL         | 三浦誠司       | 三浦誠司       | -              | -              |

### アルバム
- 愛するってこわい/じゅん&ネネの世界（1968年）
- お気に召すまま/ごきげん!じゅん・ネネ・ムード（1969年）
- じゅん&ネネ リサイタル/ステージのふたり（1970年）1969年10月20日サンケイホールで録音。
- じゅん&ネネ・ダブルデラックス（1971年）2枚組
- 「日曜日の女」2人の新しい魅力（1971年）A面安井かずみ、B面かまやつひろし構成。
- プリーズ プリーズ プリーズ（1972年）

## 主な出演作品

### 映画
- ドリフターズですよ!全員突撃（1969年、東宝・渡辺プロ作品）
「人魚の風子」（梓みちよ）率いる女ギャング団のメンバー役で出演。歌も披露。

### テレビドラマ
- 恋愛術入門 第3話「恋はそよ風にのって」（1970年、TBS）